# Lonchoptera fallax
Espèce
Lonchoptera fallax est une espèce de diptères de la famille des Lonchopteridae.

## Publication originale
- (nl + en) Johannes Cornelis Hendrik de Meijere, « Die Lonchopteren des palaearktischen Gebietes », Tijdschrift voor Entomologie, La Haye, Leyde et Amsterdam, NEV (d), Martinus Nijhoff Publishers (d) et Éditions Brill, vol. 49,‎ 1906, p. 44-98 (ISSN 0040-7496 et 2211-9434, OCLC 1132820, lire en ligne).